# 光善寺 (東京都港区)
光善寺（こうぜんじ）は、東京都港区にある浄土真宗本願寺派の寺院。

## 歴史
1583年（天正11年）、明藝によって開山された。1603年（慶長8年）に寺号が許可された。
元々は、現在の東京都世田谷区に位置していたが、その後芝に移転し、寛文年間（1661年 - 1673年）に第6世住職宗善が麻布の善福寺の第17世住職永海の娘と結婚したことで、善福寺の土地の一部（現在地）が与えられ移転した。

## 墓所
以下の人物が葬られている。
- 秋山永年（地理学者） - 1853年（嘉永6年）没

## 交通アクセス
- 麻布十番駅より徒歩3分。